# Bunge, Rute och Fleringe församling
Bunge, Rute och Fleringe församling är en församling i Norra Gotlands pastorat i Nordertredingens kontrakt i Visby stift i Svenska kyrkan. Församlingen ligger i Gotlands kommun i Gotlands län.
Huvudort i församlingen är Fårösund.

## Administrativ historik
Denna sammanslagna församling bildades 2010 av församlingarna Bunge, Rute och Fleringe. Församlingen bildade till 2014 pastorat med Fårö församling.
Namnet var till 2013 Bunge församling för att då namnändras till Bunge, Rute och Fleringe församling  medan pastoratet hade kvar namnet Bunge pastorat. Från 2014 ingår församlingen i Norra Gotlands pastorat.

## Kyrkor
- Bunge kyrka
- Fleringe kyrka
- Rute kyrka